# Byłaś serca biciem/Myśmy byli sobie pisani
Byłaś serca biciem/Myśmy byli sobie pisani – pierwszy singel z płyty Tribute to Andrzej Zaucha. Obecny Kuby Badacha. Został wydany w tekturowej kopercie, ze zdjęciem wokalisty. Do utworu „Byłaś bicia sercem” powstał teledysk wydany przez Agorę, którego autorami są Bo Martin i Andrzej Artymowicz.

## Lista utworów
1. Byłaś serca biciem
2. Byłaś serca biciem - wersja skrócona
3. Myśmy byli sobie pisani